# スコヴヌング
スコヴヌング（古ノルド語: Skǫfnungr, 字義的には「脛、脛骨」を意味する）

は、北欧神話に登場する伝説的なデンマーク王フロールヴ・クラキの剣。スコフニュングなどのカナ表記もみられる。

## フロールヴ・クラキのサガ
古代のサガの一つ『フロールヴ・クラキのサガ』ではフロールヴ王の佩剣として登場し、「北欧で最良の剣」だったと謳われている。父の仇であるアジルス王との戦いで振るわれた際には、アジルス王の身体を骨まで斬り裂いたと描かれている。またサガの終盤で義弟ヒョルヴァルズ王の軍勢に囲まれた際にも、フロールヴ王はスコヴヌングを手に奮戦し、「王には十二人力が宿っているかのように見えた」「スコヴヌングは〔敵の〕骨に喰らいつくと高らかに歌い上げるのだ」と描かれている。この戦いでフロールヴ王が戦死したのち、スコヴヌングも王と共に埋葬された。

## アイスランド人のサガ
アイスランド人のサガ（古代のサガで描かれる時代よりも後世の、アイスランド入植前後の時代を描いたサガ）でもスコヴヌングに言及されている箇所がある。
『植民の書』によると、スクータザルスケッギ (Skútaðar-Skeggi) の孫で、毛皮のビョルン (Skinna-Björn) の子、ミズフィヨルドのスケッギ (Miðfjarðar-Skeggi) が、デンマークでフロールヴ・クラキ王の墓を暴き、スコヴヌングを持ち出したとされる。スコヴヌングがフロールヴ・クラキ王の墓から取り出されたものであることは、後述する『恐ろしきソールズのサガ』『ラックス谷の人々のサガ』でも言及がある。
『恐ろしきソールズのサガ』では、ミズフィヨルドのスケッギが主要な登場人物の一人として描かれているが、彼が揉め事の際にスコヴヌングを振るっている姿が度々描写されている。
『コルマクのサガ』では、主人公のコルマク (Kormákur) が決闘に臨むにあたり、決闘相手のベルシ (Bersi) が持つ名剣ヴィーティング (Hvítingr) に対抗できる剣として、ミズフィヨルドのスケッギにスコヴヌングを貸してくれるように頼み込む。スケッギは最初「スコヴヌングは冷静沈着な性分であり、短気躁急なお前には合わん」と渋るが、最終的に貸すこととなる。スケッギは、スコヴヌングを使いこなすには「剣に付いている小袋は外してはならない」「柄頭に日光を当ててはならない」「戦いの準備が整うまで剣を振ってはならない」「戦いの場では剣を持って一人で座り、剣を抜いて刃を自分に向け、息を吹きかけ、柄頭の下の方から蛇が這い出してきたら剣を傾け蛇が柄頭に戻るようにせよ」といった魔術的な制約・手順を守らなければならないと伝えた。コルマクはそのことごとくを破る。また決闘までの間に人に見せようと鞘から抜こうとしたときは抜けず、決闘の場で力づくで抜いてようやく抜けた、また蛇の手順に失敗した段階で、魔力を失った状態で大きな音を立てて鞘から抜け出てきた、と描写されている。決闘ではヴィーティングの刃を折るものの、折れた刃がコルマクに当たり、コルマクの敗北を決定づける。またベルシの楯に振り下ろされたときに、刃毀れを起こした。決闘の後、コルマクはスコヴヌングの刃毀れを砥いで直そうとしたが、刃毀れは広がるばかりであった。コルマクはスコヴヌングをスケッギに投げつけるように返し、朗々と文句を並べ立てる。スケッギは「やはりそうなったか」と一言返すのみであった。なおヴィーティングの方はその後も登場し活躍している。
『フリョート谷の人々のサガ』でも、後述のソルケル・エイヨールヴスソンの剣として1箇所言及がある。
『ラックス谷の人々のサガ』にもスコヴヌングは登場する。ミズフィヨルドのスケッギの子、アースのエイズ (Eiður) が、子を殺される事件が起きた。下手人の一人はグリーム (Grímur) という男で、追放（アウトロー）の刑となった。エイズは高齢であったため、代わりにソルケル・エイヨールヴスソン (Þorkell Eyjólfsson) という男（後にこのサガの主人公グズルーンの4番目の夫となる）がグリームを襲撃しに行くこととなる。ソルケルはエイズのもとを訪れ、一人を大勢で襲撃するのは卑怯であるから自分一人で行くつもりだが、グリームは手練れであり、スコヴヌングを貸してほしいと頼む。エイズは「私のためにしてくれるのだから」「スコヴヌングは貴方には合っている」と快く応じる。スコヴヌングの性質として「柄頭に日光を当ててはならない」「女性が傍に居るときは抜いてはならない」「この剣で負った傷は、この剣に付いている治癒石で擦らない限り治らない」と説明し、ソルケルは「よく注意する」と受け取る。そして、ソルケルはグリームを襲撃するが、返り討ちに遭い組み伏せられる。ソルケルは「命乞いはしない」と告げる。グリームは「お前はここで死ぬべきではない、見逃そう」と応える。その後、ソルケルはグリームが出血で弱っているのを見て、スコヴヌングの石で彼を手当てした。効果は即座に現れ、痛みが薄れ傷の腫れが引いた、と描写されている。
それからしばらくして、ソルケルは乗っていた船が突風で転覆し溺死した。彼が携えていたスコヴヌングは船の肋材と共にスコヴヌング島に漂着しているのを発見された。
その後、スコヴヌングはソルケルの息子ゲリル (Gellir) が所有していたが、彼がデンマークのロスキレにて葬られた後、「それ〔＝スコヴヌング〕はその後誰のものにもならなかった」と語られている。